# Who Says
«Who says» — сингл американской поп-группы Selena Gomez & the Scene из их третьего студийного альбома When the Sun Goes Down. Сингл вышел как главный сингл третьего альбома группы в марте 2011 года. По Селене песня была предназначена вдохновить людей и отстреливаться на ненавистников. «Who says» знаменует собой явное уклонение в темпе группы, так как она имеет акустическое и натуральное чувство, по сравнению с предыдущими синглами в стиле данс-поп и с элементами клубной музыки. Песня в молодёжном поп жанре с вдохновительным текстом об охвате себя, а не давая кому-то вас унизить. «Who says» был представлен на шоу On Air with Ryan Seacrest 8 марта и вышел в продажу 4 марта 2011 года.
В основном, сингл получил положительные отзывы от музыкальных критиков, которые по достоинству оценили его сообщение и изменение темпа в банде. Песня вошла в топ тридцать в чарты США, Канады и Новой Зеландии.

## Чарты
«Who says» дебютировала на US Billboard Hot 100 под номером 24. Песня также дошла до номера 17 на US Pop Songs и покорила чарт US Hot Dance Club Play.
В Канаде песня дебютировала под номером 17 на Canadian Hot 100. А в New Zealand Singles Chart она поднялась до номера 15.